# 1995 Hajek
1995 Hajek este un asteroid din centura principală, descoperit pe 26 octombrie 1971 de Luboš Kohoutek.

## Denumirea asteroidului
Asteroidul a primit numele în onoarea astronomului ceh Tadeáš Hájek.

## Caracteristici
1995 Hajek prezintă o orbită caracterizată de o semiaxă majoră egală cu 2,5279463 u.a. și de o excentricitate de 0,0563402, înclinată cu 10,82577° în raport cu ecliptica.